# Cimitero di San Rocco al Vigentino
Il cimitero di San Rocco al Vigentino, o  foppone di San Rocco, o cimitero di Porta Romana, era uno dei cinque cimiteri cittadini, collocati fuori dalle porte di Milano. Venne soppresso nel 1826 nonostante alcune sepolture furono ammesse anche dopo la soppressione. 
Di forma più o meno rettangolare, era situato dietro la vecchia Chiesa di San Rocco, annessa al cimitero dal 1783 al 1786; l'entrata principale probabilmente si trovava lungo l'attuale via San Rocco, ad ovest era delimitato dalla vecchia Roggia Bocchetta (sostituita in seguito dall'odierna via intitolata a Gaetana Agnesi che proprio qui trovò sepoltura nel 1799), a sud chiudeva lungo l'attuale via Piacenza e i muri ad est sorgevano dove oggi sorgono vari edifici. Secondo i rilievi dell'impiegato comunale Giuseppe Casati riportati nella sua opera del 1847 Collezione delle iscrizioni lapidarie poste nei cimiteri di Milano dalla loro origine all'anno 1845 la sepoltura con data più antica era di tal Gaetano Tamburini, morto settantanovenne nel marzo del 1777. L'ultima tomba registrata fu invece quella di Carlo Frapolli, cavaliere della Corona Ferrea, morto il 31 dicembre 1827.

## Storia

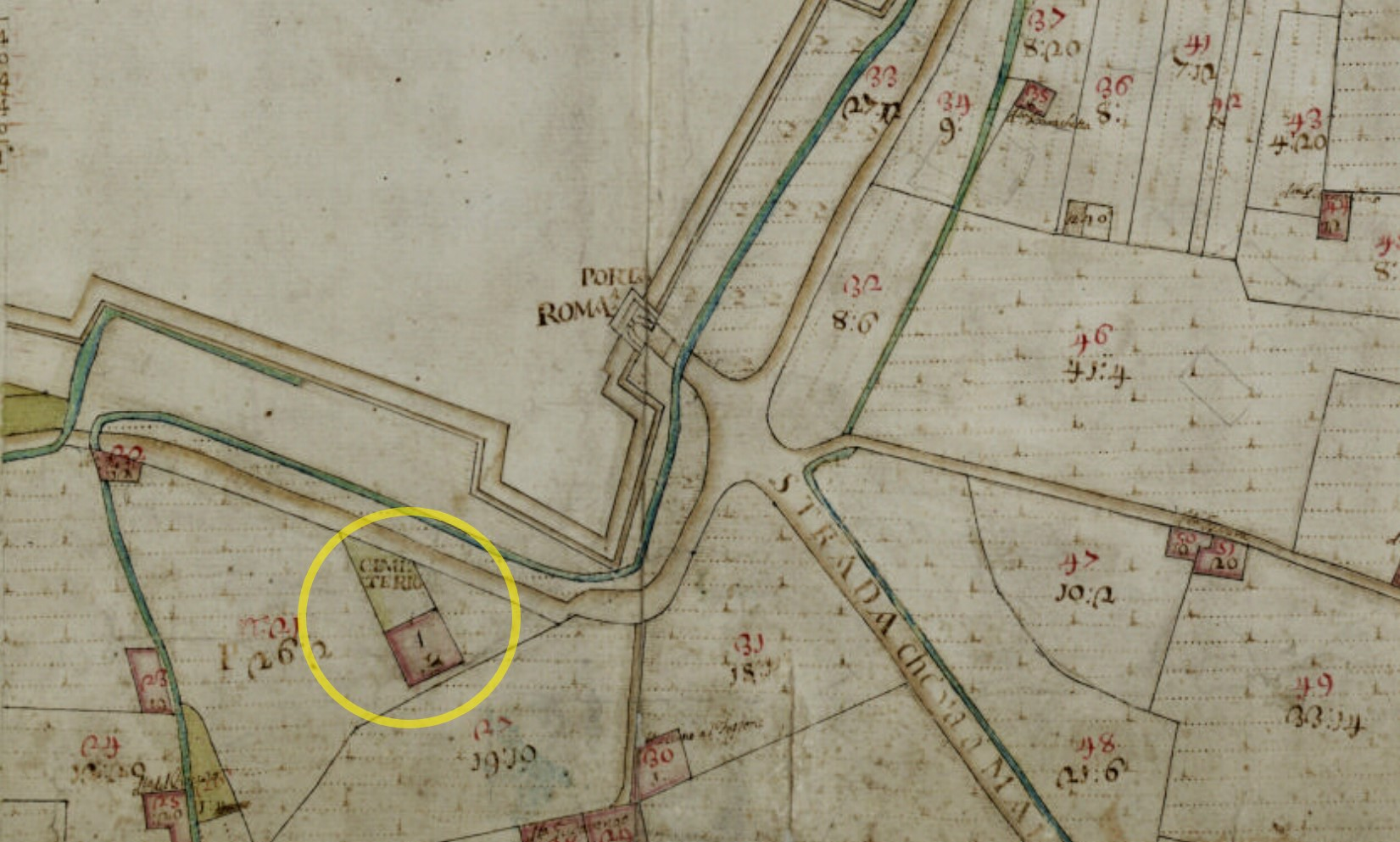
Evidenziato nel cerchio giallo Il cimitero di San Rocco nel Catasto teresiano del 1722 prima dell'ampliamento del 1783; sulla destra la lunetta dei bastioni e l'indicazione della Porta Romana.

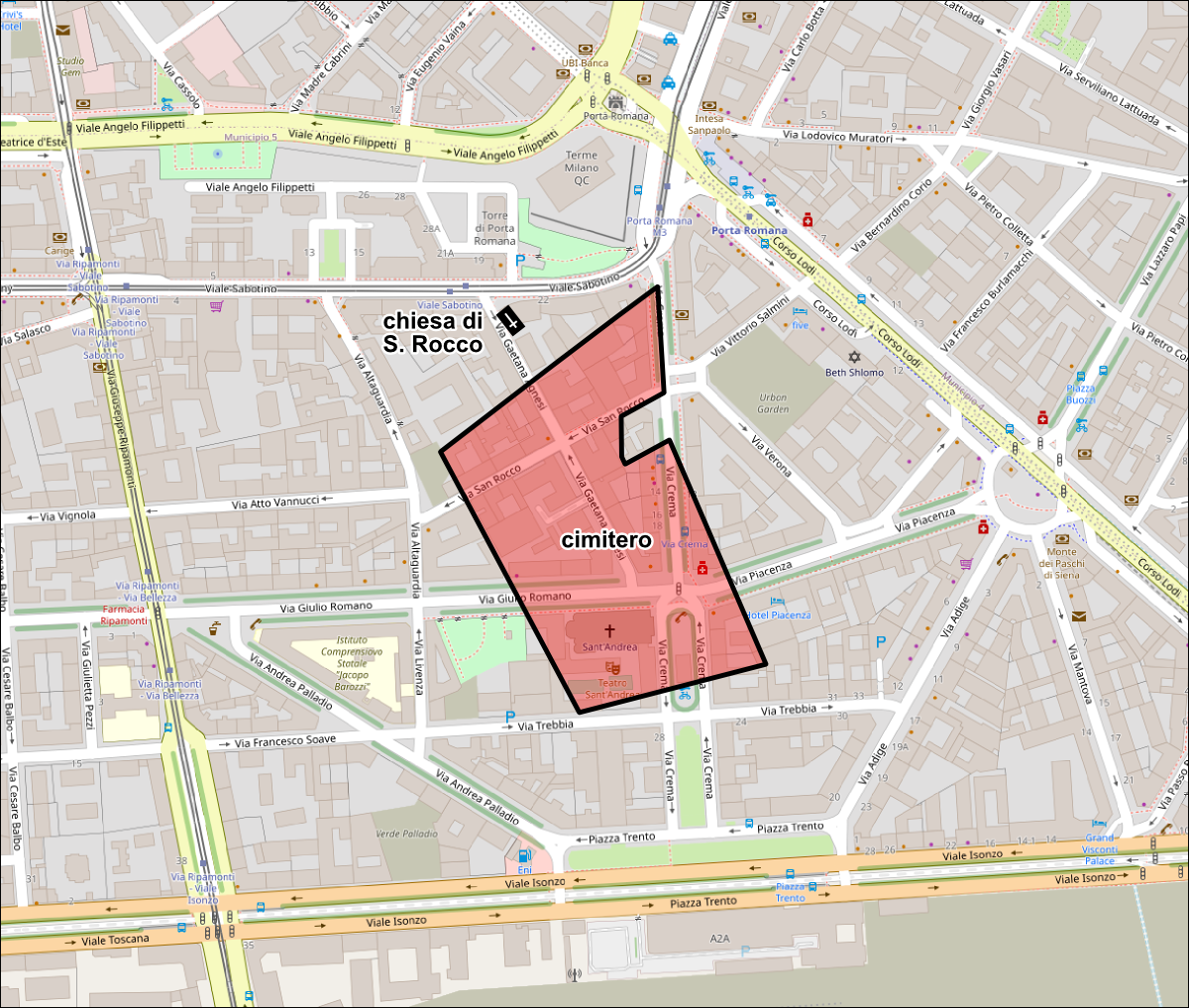
L'area del cimitero sovrapposta alla mappa della Milano moderna

Il luogo ove poi sorse il foppone di San Rocco era già utilizzato, insieme al cimitero di San Gregorio presso il Lazzaretto, per seppellirvi una parte dei morti della peste del 1630. Il luogo era posto appena fuori dai bastioni, nei pressi della lunetta ancora oggi esistente presso la Porta Romana, e quindi fuori dal nucleo abitato della città. Questo cimitero, annesso alla chiesa di San Rocco, non va confuso con l'altro posto appena dentro alle mura e parte di una differente parrocchia, anch'essa di San Rocco, istituita dal cardinale Federico Borromeo. Il campo usato per il seppellimento dei morti di peste si estendeva lungo il viale di Porta Vigentina di fronte a intorno alla chiesa ma l'amministrazione dell'Ospedale Maggiore acquistò, nel 1783, due terreni a nord da utilizzare per il seppellimento dei suoi morti; il 9 marzo 1783 per ordine del Magistrato di sanità, i morti dell'ospedale cominciarono a essere qui inumati. Nel settembre 1786 i due terreni vennero permutati con altri due pezzi di terra per conferire una forma più regolare al cimitero.
Nel 1787 venne soppressa la parrocchia di San Rocco entro le mura istituita dal cardinale Borromeo e che aveva giurisdizione anche fuori: parte venne incorporata in quella di San Calimero nei pressi dell'attuale corso di Porta Romana e parte in quelle di Calvairate e Vigentino, nei Corpi Santi: i morti ebbero quindi sepoltura nei rispettivi cimiteri fino a quando, il 19 aprile 1791, venne ricostituita la parrocchia di San Rocco al forese, ovvero fuori dalle mura, e fu quindi ripreso il seppellimento dei morti nel foppone di San Rocco, interrotto nel 1787. Negli undici anni successivi, come testimoniato nel febbraio 1798, nel cimitero vennero inumati 32.000 morti. Nel settembre del 1801 (25 fruttidoro anno IX), sotto l'amministrazione della Repubblica Italiana napoleonica, una cappella fu eretta nei pressi dell'abitazione del capo seppellitore e nel 1815 vennero svolti lavori di ristrutturazione vari, fra cui diverse riparazioni al muro di cinta del cimitero.

## Soppressione
Ritenuto insufficiente per l'elevato numero di morti proveniente dall'Ospedale Maggiore, per l'uso fattone dal Comune dei Corpi Santi, per il terreno inadatto alla decomposizione, per una riduzione di superficie dettata da esigenze stradali (sistemazione della strada fra le porte Romane e Ticinese) e infine per l'apertura del nuovo cimitero di Porta Tosa, il vecchio foppone di Porta Romana venne soppresso nell'ottobre 1826 e le inumazioni interrotte. Fu mantenuta qualche eccezione per chi volesse seppellire i propri morti accanto alle vecchie tombe e nel 1848, durante i moti delle Cinque Giornate, vennero qui sepolti alcuni soldati austriaci caduti duranti gli scontri.
Dopo un conveniente periodo di riposo del terreno nel 1869 e 1870 vennero dati in affitto i locali e l'area dell'ex cimitero e nel 1875 si sollecitarono gli interessati a trasportare in altro luogo i resti dei loro cari e a ritirare monumenti e lapidi; vennero riesumati dalla chiesa i resti del celebre chirurgo Monteggia e traslati al Monumentale. In ultimo il 3 ottobre 1880 il Municipio cedette a quattro privati il fondo del soppresso cimitero a condizione che lasciassero al Comune un'area per l'apertura di una strada e che erigessero un edificio scolastico da affittare alla pubblica amministrazione.

## Monumenti notevoli
Tramontata l'epoca napoleonica il cimitero si popolò di monumenti sepolcrali di valore architettonico e artistico; in particolare vanno ricordati un monumento eretto nel 1818 dall'avvocato Angiolini a memoria della giovane sposa Francesca Galbiati su disegno dell'architetto e pittore Paolo Landriani; il monumento al negoziante Vincenzo Bellati (arch. Landriani, 1826); il monumento ai coniugi Dugnani (1825), descritto come uno dei cinque grandi monumenti del cimitero); il monumento alla memoria della contessa Paola Taverna opera di Carlo Amati (1822); il monumento al barone francese Augusto Bataille (Amati, 1821), altro fra i cinque grandi monumenti; il monumento al conte Alessandro Annoni (1825), su disegno del Canonica. Erano poi presenti busti e bassorilievi al conte Martinengo, all'avvocato Battaglia, al conte Giacomo Greppi, a Carlo Frapolli e al Vittadini.

## Sepolture illustri
Nel corso della sua esistenza il cimitero di San Rocco, poi di Porta Romana, fu luogo di sepoltura di molti illustri milanesi, fra i quali è utile citare:
- Francesco Carcano (1735-1794), scrittore, poeta e mecenate;
- Gaetana Agnesi (1719-1799), matematica e teologa;
- Giovanni Battista Monteggia (1762-1815), medico e chirurgo;
- Giovani Perego (1776-1817), architetto e pittore;
- Augusto Bataille (1779-1821), barone francese, aiutante di campo del Viceré Eugenio Beauharnais sotto Napoleone;
- Giuseppe Carcano (1767-1824), patrizio milanese, fece erigere il teatro Carcano nel 1803 su disegno del Canonica;
- Alessandro Annoni, conte (1770-1825), patrizio milenese e uomo politico.